# Cantone di Auzon
Il Cantone di Auzon era una divisione amministrativa dell'Arrondissement di Brioude.
A seguito della riforma approvata con decreto del 17 febbraio 2014, che ha avuto attuazione dopo le elezioni dipartimentali del 2015, è stato soppresso.

## Composizione
Comprendeva 12 comuni:
- Agnat
- Auzon
- Azérat
- Champagnac-le-Vieux
- Chassignolles
- Frugerès-les-Mines
- Saint-Hilaire
- Lempdes-sur-Allagnon
- Sainte-Florine
- Saint-Vert
- Vergongheon
- Vézézoux